# ويليام فيلد بورتر
ويليام فيلد بورتر (بالإنجليزية: William Field Porter)‏ هو سياسي نيوزلندي، ولد في 24 يناير 1784، وتوفي في 30 مارس 1869. انتخب عضو مجلس النواب نيوزيلندا.